# پارک ملی کارولا
پارک ملی کارولا (انگلیسی: Karula National Park) یک پارک ملی در جنوب استونی است که در سال ۱۹۷۹ ایجاد شده‌است. این پارک با ۱۲۳٫۶۴ کیلومتر مربع کوچک‌ترین پارک ملی استونی محسوب می‌شود.

## نگارخانه

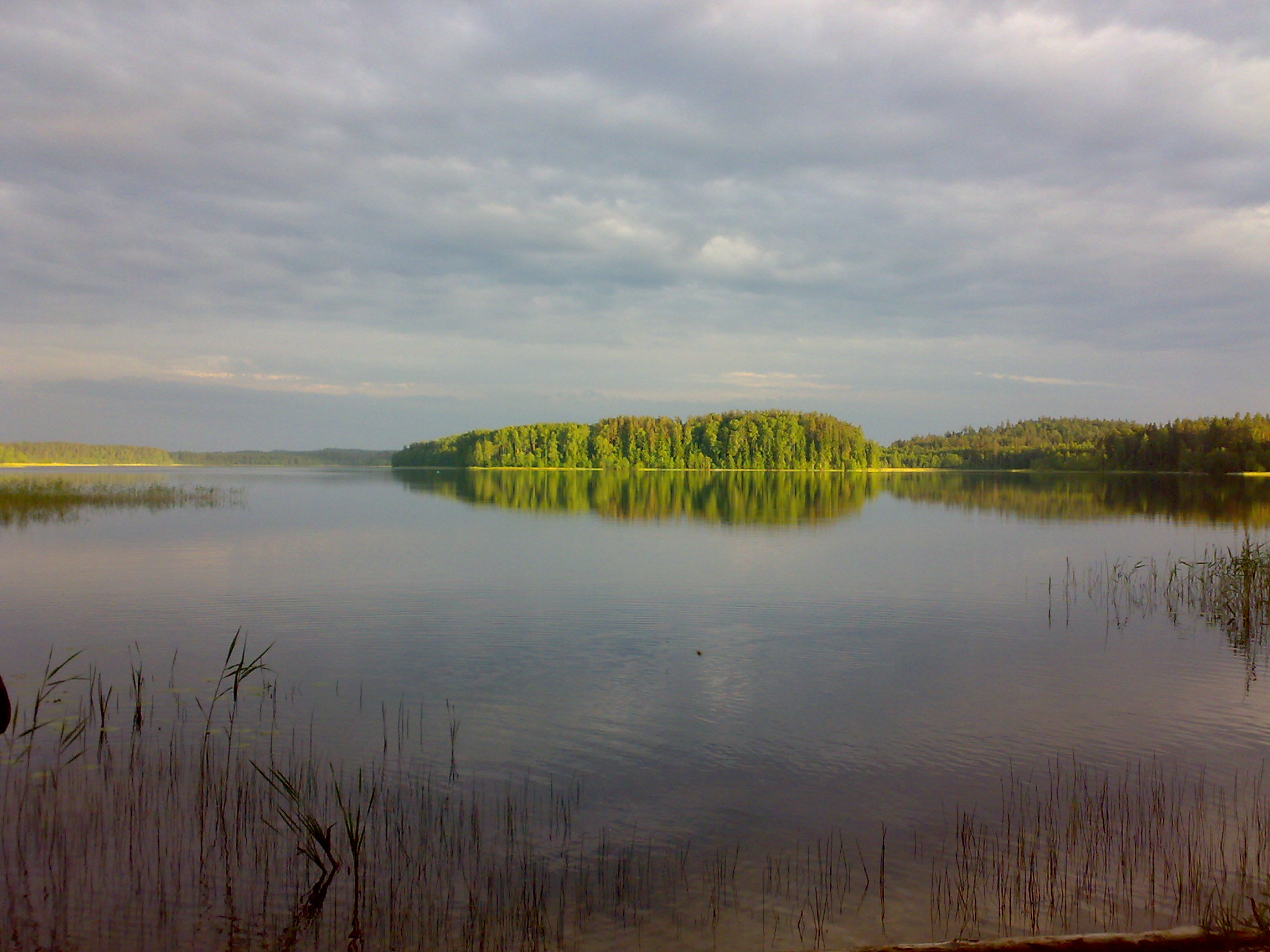
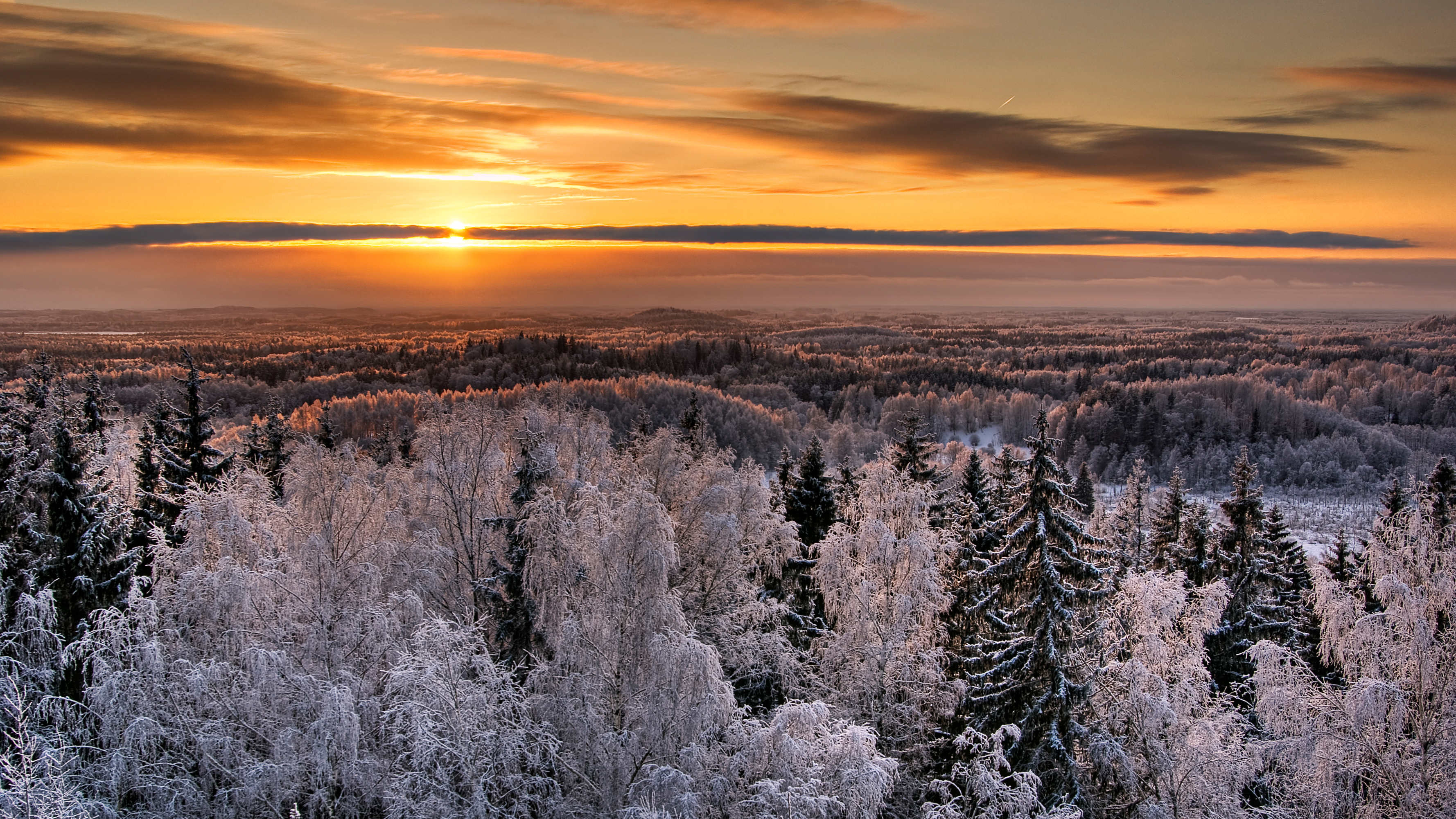
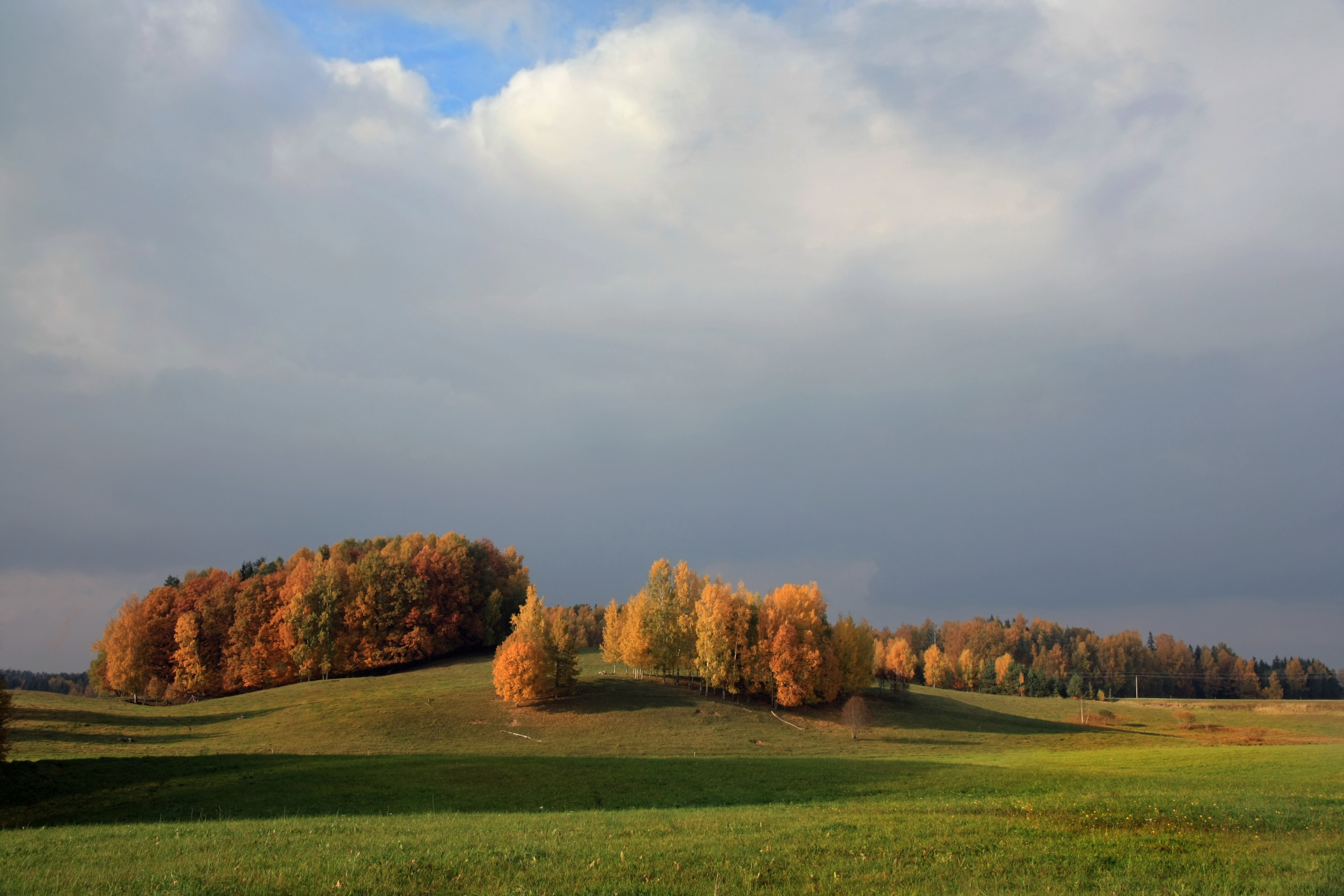
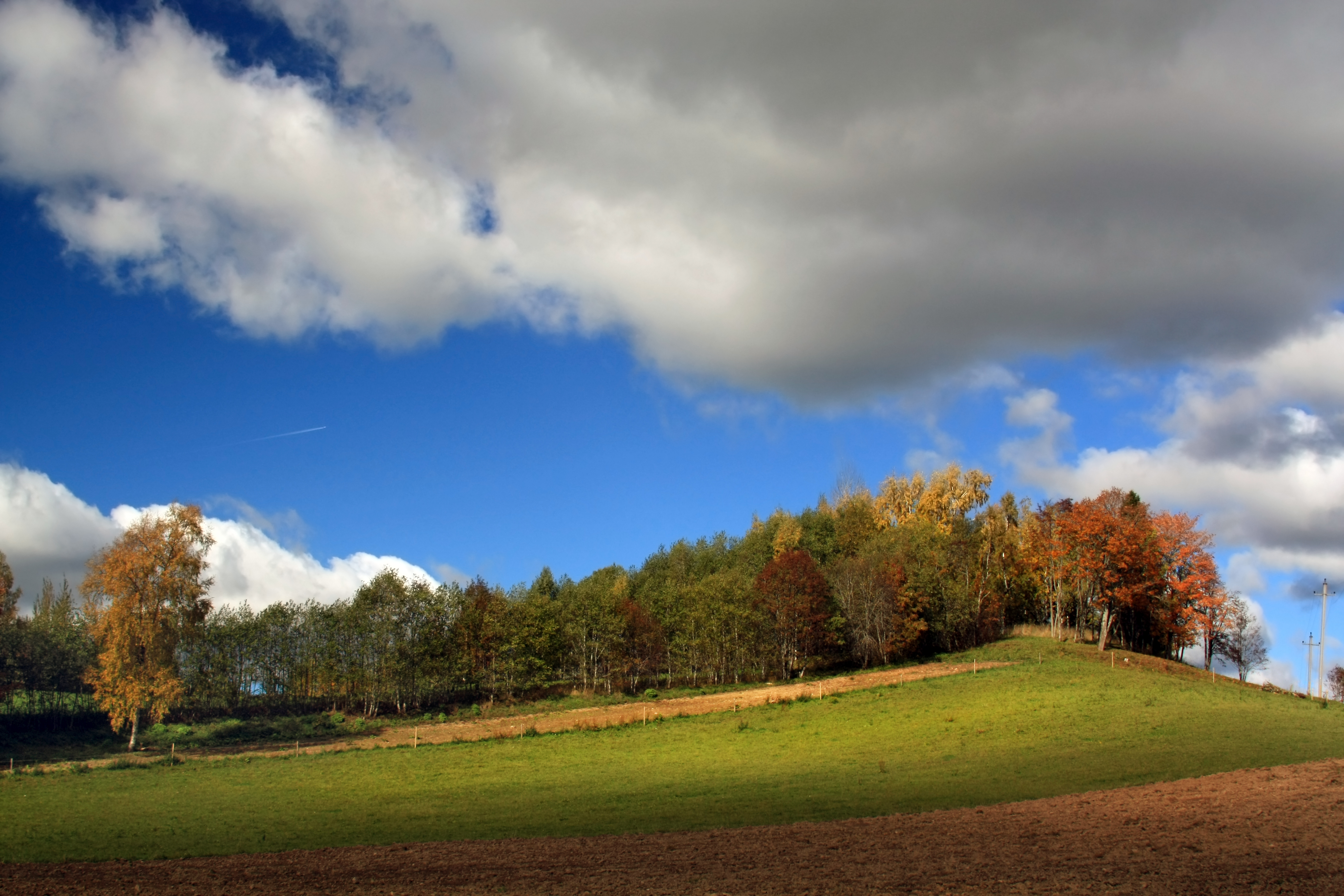